# Alexis Ruano Delgado
Alexis Ruano Delgado (nascut el 4 d'agost de 1985 a Màlaga), és un exfutbolista professional andalús que jugava com a defensa.